# علی حسن‌اف
علی حسن‌اف (ترکی آذربایجانی: Əli Məhəmmədəli oğlu Həsənov) پروفسور و سیاستمدار اهل جمهوری آذربایجان است، که ریاست بخش سیاسی واجتماعی نهاد ریاست جمهوری این کشور را به عهده دارد. وی همچنین مشاور عالی الهام علی‌اف، رئیس‌جمهوری آذربایجان، در امور سیاسی واجتماعی می‌باشد.

## زندگی‌نامه
علی حسن‌اف در سال ۱۹۶۹، در منطقه مسکونی تنم شهرستان شرور در جمهوری خودمختار نخجوان آذربایجان شوروی سابق زاده شد. وی که مدرک دکترا را دارا ست، دانش‌آموخته دانشگاه دولتی مسکو است. از ۱۹ ماه مه سال ۱۹۹۲ تا ۲ دسامبر ۱۹۹۳ به عنوان بازرس در مقر اصلی دانشگاه دولتی نخجوان فعالیت داشت.

## کارنامه سیاسی
علی حسن‌اف از ۲۳ فوریه ۱۹۹۳ الی ۲۹ سپتامبر ۱۹۹۵، بخش ایدئولوژی حزب آذربایجان نوین را عهده‌دار بود. او که بین سال‌های ۱۹۹۵ تا ۱۹۹۶ به عنوان دستیار مدیر بخش سیاسی واجتماعی دستگاه اجرایی ریاست جمهوری کار می‌نمود، از ۹ ژوئیه سال ۱۹۹۶ الی ۱۹ ژوئیه ۲۰۰۵ مسئولیت این قسمت را بر عهده گرفت. هنگامی که دستگاه اجرایی به نهاد ریاست جمهوری آذربایجان تغییر نام داده شد، علی حسن‌اف در سمت خود ابقاء گردید. وی مشاور دولتی درجه یک است.

## نشان
الهام علی‌اف، رئیس‌جمهوری آذربایجان، در سال ۲۰۱۰ با اعطاء نشان «برای خدمت به وطن» از علی حسن‌اف تقدیر نمود.